# Entamoeba histolytica
Entamoeba histolytica, även stavat Entamöba histolytica, är en parasitisk amöba.

## Beskrivning
Amöbor är encelliga eukaryota mikroorganismer. Eukaryota organismer har till skillnad från de prokaryota en eller flera cellkärnor. Entamoeba histolytica har vanligen fyra cellkärnor i varje cysta. Amöbadysenteri kallas den infektionssjukdom som orsakas av E. histolytica i tarmen. Symptomen är framför allt diarré och kräkningar. Sjukdomen är vanligast i tropiska och fattiga delar av världen, till exempel Asien, Afrika och Sydamerika. Man uppskattar att minst 50 miljoner människor insjuknar varje år och att över 100 000 dör i sjukdomen. Sjukdomen sprids via förorenat vatten och mat, vanligast är grönsaker. Amöban förs vidare till nästa värd via avföringen. Dålig hygien efter toalettbesök gynnar smittan, den kan därför spridas via otvättade händer. Det finns även rapporter om sexuell överföring av sjukdomen. Entamoeba histolytica upptäcktes år 1835 av Fedor Lösch (ryska: Фёдор Александрович Леш), som hittade amöborna i avföringsprover hos patienter med dysenteri. Han förstod dock inte att de var orsak till sjukdomen. År 1903 fick amöborna sitt vetenskapliga namn av Fritz Schaudinn. Han gjorde också distinktion mellan E. histolytica och Entamoeba coli (en kommensal som kan ingå i den normala tarmfloran). Artepitetet histolytica kommer av amöbans förmåga att lysera vävnad hos värden.

## Taxonomi
Entamoeba tillhör fylum Amoebozoa tillsammans med slemsvampar och andra amöbaliknande organismer. Ett antal arter inom släktet Entamoeba kan infektera människor men endast E. histolytica kan orsaka allvarliga sjukdomar. År 2012 räknades bara E. histolytica som upphov till anmälningspliktig sjukdom, inte E. dispar som den till utseendet är väldigt lik.

## E. histolyticaochE. dispar
Många hade under en lång tid blivit infekterade med vad som i mikroskopet tolkades som E. histolytica men aldrig utvecklat någon sjukdom. Det var inte förrän 1993 som biokemiska skillnader visade att Entamoeba histolytica borde delas upp i två separata arter, E. histolytica och E. dispar. Entamoeba histolytica kan tränga sig in i tarmen och orsaka allvarliga sjukdomar medan E.dispar är helt ofarlig. Omkring de 500 rapporterade fall som anmäls årligen hos Smittskyddsinstitutet är det omkring 90 procent av fallen som orsakas av E. dispar. Många av de anmälda fallen är asylsökande, flyktingar och de som blivit smittade från någon resa. Omkring 20–30 av de rapporterande fallen är de som blivit smittade i Sverige.

## Spridning
Amöban har två stadier i sin livscykel. Den överlever i ogynnsamma miljöer och sprids i ett skyddande vilstadium, en cysta. Den infekterar värden i form av födosökande amöbastadier, trofozoiter. Cystan skyddas av starka cellväggar. Cystorna överlever exempelvis i vatten (som är en smittokälla) där de inväntar att en värd dricker av vattnet. När den tagit sig till tunntarmen sker en så kallad excystation, vilket innebär att trofozoiten frigörs från cystan och infekterar värden. Trofozoiterna koloniserar sig sedan i tjocktarmen och förekommer då i en vegetativ form. Den kan från det här stadiet dela sig och spridas vidare i kroppen till lever, hjärna och lungor. En värd kan ha amöban i sin tarmkanal och vara smittsam så länge cystor finns kvar i avföringen. Den tiden kan variera allt ifrån månader till år. I avföringen bildar sig amöban till en cysta igen och kan på det här sättet fortsätta att smitta.

## Diagnos
Tror man att man blivit smittad av E. histolytica eller E. dispar måste man kontakta primärvården och lämna avföringsprov för att stoppa smittan så snabbt som möjligt. Har man blivit smittad av exempelvis dricksvatten är det viktigt att det stoppas så inte smittan sprids vidare. Avföring eller tarmslemhinnan undersöks med hjälp av mikroskopisk analys. Infektioner med E. histolytica kan innebära akuta diarréer, buksmärtor och avföring med eller utan blod. Symptomen kan vara över en till flera veckor men ibland kan det ta månader innan man märker något symptom. En del tappar i vikt och får hög feber men det drabbar mindre än 40 procent av patienterna. I vissa fall leder infektionen till att man får varbildningar på levern. Entamoeba histolytica tränger igenom tarmväggen och sprider sig via blodet och tar sig in i andra organ exempelvis levern. Alla som blir infekterade av parasiten utvecklar inte alltid klinisk sjukdom utan bara en av fyra utvecklas till sjukdom.

## Behandling
Entamoeba histolytica eller E. dispar kan botas med antibiotika. Både sjuka och symptomfria bärare behöver behandlas för att minska risken för komplikationer och för att inte föra smittan vidare. Amöbadysenteri behandlas med metronidazol.